# Pedro de Madrazo y Kuntz
Pedro de Madrazo y Kuntz (Roma, 11 de octubre de 1816-Madrid, 20 de agosto de 1898) fue un pintor, escritor, jurista, traductor, académico, periodista y crítico de arte español.

## Biografía

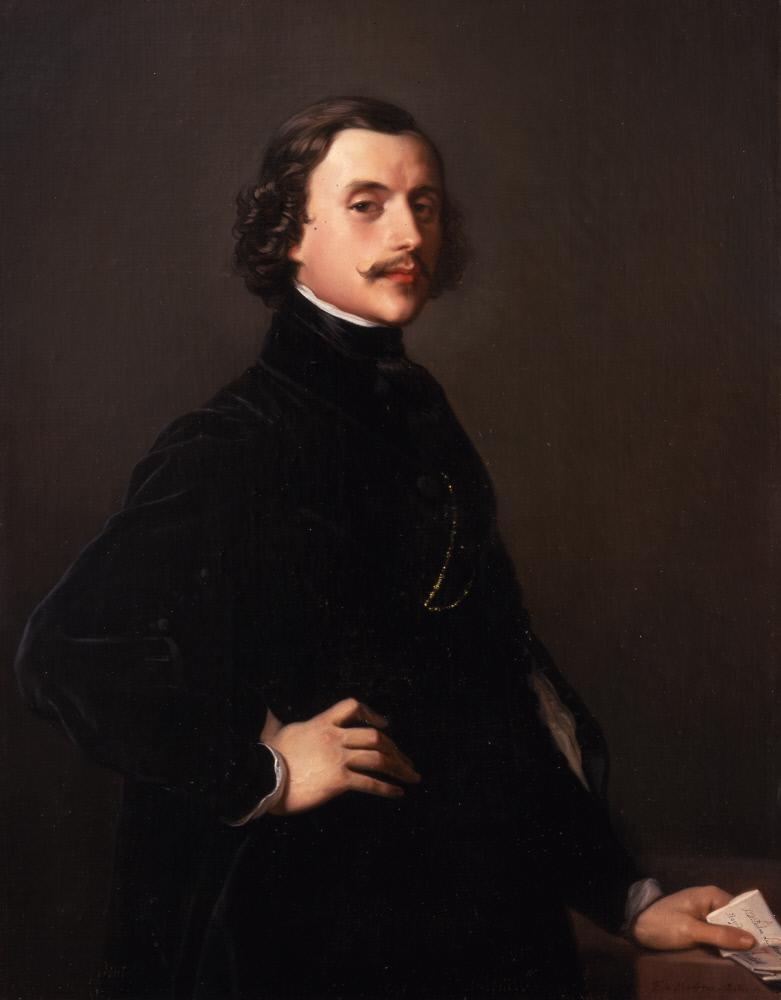
Federico Madrazo, Pedro de Madrazo y Kuntz, 1842. Hispanic Society of America, Nueva York.

Miembro de una ilustre familia de artistas, fue hijo del pintor neoclásico José de Madrazo y Agudo e Isabel Kuntz Valentini, hija del pintor de la Silesia polaca Tadeusz Kuntz, y hermano de los pintores Federico de Madrazo y Luis de Madrazo. También tuvo una hermana, Carlota, que se casó con el escritor y director de El Artista Eugenio de Ochoa.
El padre, discípulo de David, llegó a ser pintor de cámara de Fernando VII y profesor de colorido y composición en la Academia de Bellas Artes de San Fernando, así como director del Museo del Prado.
Al igual que su hermano Federico nació en Roma cuando su padre trabajaba en la capital italiana merced a una pensión concedida por Carlos IV. Realizó sus primeros estudios en el Seminario de Nobles de Madrid, regido por la Compañía de Jesús. Entró allí en contacto con el poeta Alberto Lista y cursó la carrera de Derecho en las universidades de Toledo, donde obtuvo el grado de bachiller, y Valladolid, donde se licenció y conoció al joven poeta José Zorrilla. En 1837 viajó con su hermano Federico a París, conociendo a importantes escritores como Alejandro Dumas y Víctor Hugo, y más tarde a Roma. Se casó con Manuela Rosales y de la Sala, hija del general de Estado Mayor Martín de Rosales y Manuela la Sala, camarera de Isabel II, con quien tuvo cuatro hijos: José, Emma, Sofía y Mercedes. Trabajó como profesor de arte; trasladado a Madrid, junto con su hermano Federico y su cuñado Eugenio de Ochoa fundó la revista El Artista (1835-1836), fundamental para el desarrollo del romanticismo en España. Colaboró además en las revistas más importantes de su época como No me Olvides, Semanario Pintoresco Español, El Renacimiento (1847), El Laberinto, El Español, Museo Español de Antigüedades, El Iris, La Cruz, Revista de Madrid, La Ilustración Católica, La Ilustración Artística de Barcelona, La Iberia el Boletín de la Real Academia de la Historia, Álbum Pintoresco Universal, El Siglo Pintoresco o La Ilustración Española y Americana y dirigió El Domingo. Lecturas Piadosas Entretenidas (1844-1845), donde publicó sentidas imitaciones de los Salmos y traducciones de la Biblia.
Siguió una carrera de funcionario jurista al servicio del Estado: fue auxiliar de primera clase (1845) y luego fiscal primero en el Consejo Real (1847-48), y primer teniente fiscal de lo contencioso del Consejo de Estado (1860), donde también fue secretario general (1870-1871 y 1875-1880) y consejero. Después fue presidente de la Sección de Gobernación y Fomento del Consejo de Estado (1885) y terminó su carrera siendo ministro del Tribunal de lo Contencioso Administrativo (1888). Se jubiló el 14 de mayo de 1897.

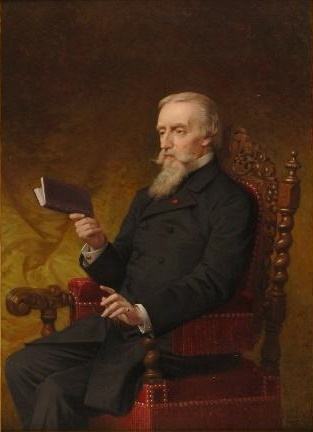
Luis de Madrazo, Pedro de Madrazo, 1885. Óleo sobre lienzo, 126,30 x 90,50 cm, Colección Madrazo, Comunidad de Madrid.

Al mismo tiempo trabajaba como pintor, crítico de arte, literato, arqueólogo e historiador. Como romántico que era, defendía la Edad Media española y reivindicaba el arte gótico como su estilo más representativo. Fue uno de los primeros en usar el concepto de «patrimonio histórico-artístico» y junto a Valentín Carderera, Gregorio Cruzada Villamil, José Caveda, José Amador de los Ríos, Juan de Dios de la Rada o José María Quadrado contribuyó a dar contenido a la historiografía artística española. Presidió la comisión mixta de las provinciales de Monumentos Históricos y Artísticos; intervino en algunas importantes polémicas de su época, como la que le enfrentó con Cruzada Villaamil a propósito de los méritos de Casado del Alisal y Antonio Gisbert y se arrogó en exclusiva, pero competentemente, la redacción de los catálogos de pinturas del Museo del Prado. 
Como escritor cultivó la poesía lírica de sesgo temático religioso-moral, también en algunas traducciones, y alguna vez patriótico (tradujo al poeta espartano Tirteo). Se le deben las piezas teatrales Tomás Moro (1844) y El faramalla (1850), así como un puñado de cuadros de costumbres y algunos relatos y evocaciones de viajes. Tradujo el Derecho Penal y Economía Política de Pellegrino Rossi (1840), el Libro de los oradores de Joseph-Marie Timon-David (1844), la Historia del Consulado y del Imperio de Thiers (1845) y las Consideraciones sobre las verdades de la religión y los deberes del cristiano del obispo de Debra. Colaboró en la serie Recuerdos y bellezas de España fundada por Pablo Piferrer y el editor y dibujante Francisco Parcerisa, para la cual redactó los volúmenes dedicados a Córdoba (Madrid, 1855) y Sevilla y Cádiz (Madrid: imprenta de Cipriano López, 1856). En la segunda edición de la serie, que cambió el título a España. Sus monumentos y sus artes, su naturaleza y su historia, se encargó de los tomos dedicados a Navarra... (Barcelona, 1886) y Logroño (Barcelona, 1886).
Más tarde dirigió el Museo de Arte Moderno de Madrid (1895-1898) y fue miembro de la Real Academia de Bellas Artes de San Fernando desde el 18 de abril de 1851, siendo bibliotecario y luego director de la misma sucediendo a su hermano Federico desde 1894; de la Real Academia Española desde el 19 de mayo de 1874 y de la Real Academia de Historia desde 1859; en esta institución fue secretario perpetuo desde 1879. Fue además correspondiente del Instituto de Francia y de los arqueológicos de Berlín y Roma. Fue miembro honorario de la de Bellas Artes de Lisboa, oficial de la Legión de Honor francesa y miembro de la Academia de la Arcadia de Roma.
Liberal moderado, fue progresista en su juventud y evolucionó hacia posiciones conservadoras. Fue voluntario en los granaderos del Sexto Batallón de la Milicia Nacional de Madrid en 1835 junto a su hermano Federico, Pascual de Gayangos, Massarnau, Carderera y otros y promovió las Conferencias de San Vicente de Paúl en Madrid. Durante la Restauración, formó parte del partido Partido Liberal-Conservador de Antonio Cánovas del Castillo y fue senador por la Academia de Bellas Artes de San Fernando entre 1896 y 1898 sucediendo a su hermano Federico; fue además consejero de Instrucción Pública.

## Obras

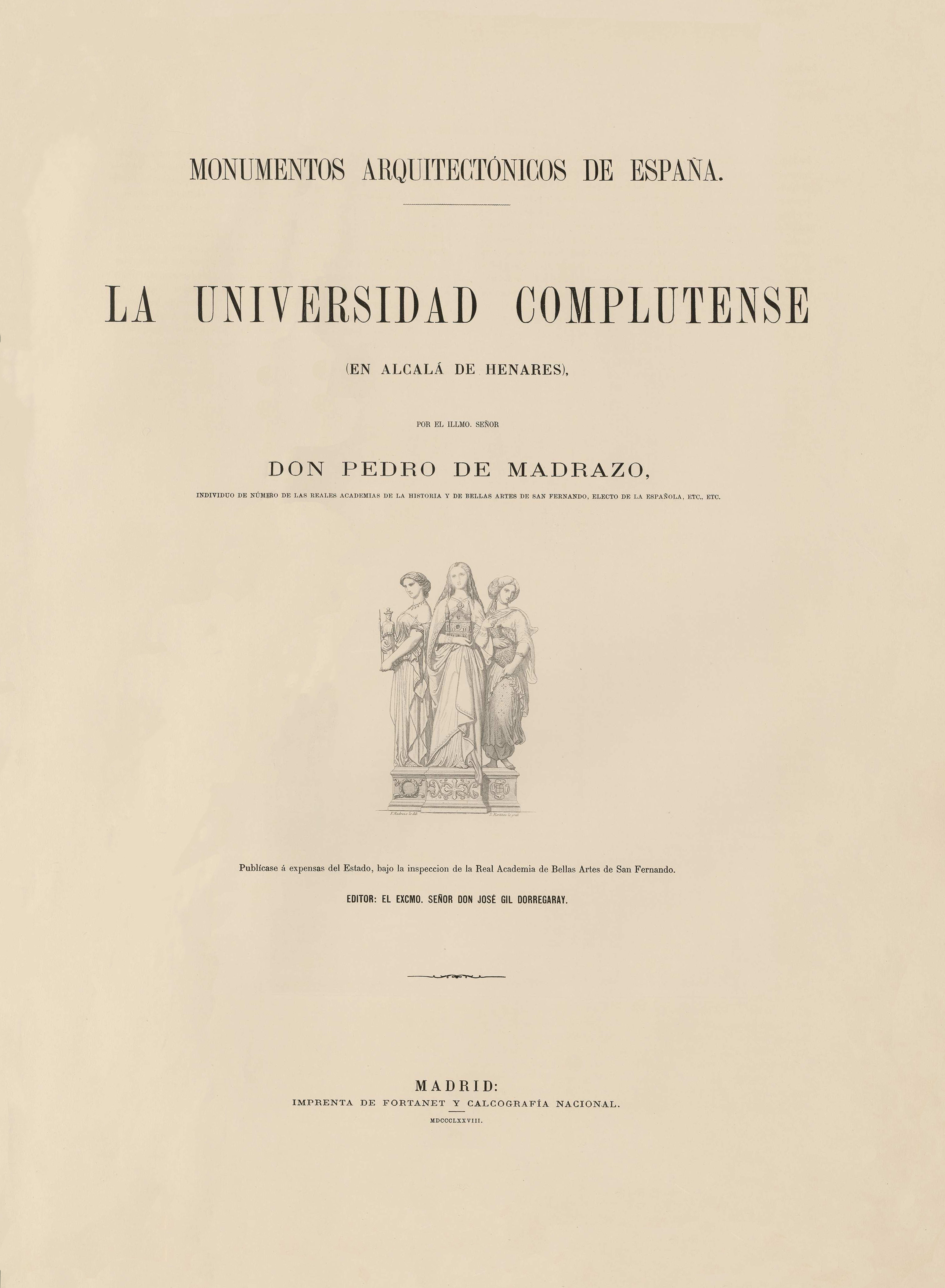
La Universidad Complutense en Alcalá de Henares (en Monumentos Arquitectónicos de España, 1878).

- Distribución de los premios florales hecha por el Liceo Artístico y Literario de Madrid, sesión de 11 de julio de 1841 [contiene poesías], Madrid, Imprenta Mellado, 1841
- Catálogo de los cuadros del Real Museo de Pintura y Escultura de S. M. redactado con arreglo a las indicaciones del Director actual de este Real Establecimiento, Madrid, Aguado, 1843 [reeds., 1845, 1850, 1854, 1858, 1873, 1876, 1882, 1885, 1889, 1893, 1900, 1903, 1907, 1910, 1913 y 1920]
- Oraciones puestas en música por varios compositores alemanes y versificadas en español por Santiago de Masarnau y Pedro de Madrazo, Madrid, 1849
- “El accionista de minas. El celador de barrio. La señora mayor”, en Los españoles pintados por sí mismos por varios autores, Madrid, Gaspar y Roig, 1851, págs. 317-324 y 346-350
- Tomás Moro, 1844, drama.
- El faramalla, 1850, comedia.
- Recuerdos y bellezas de España [...], Córdoba, Madrid, Imprenta Repullés, 1855
- F. J. Parcerisa, Recuerdos y bellezas de España bajo la protección de SS MM la Reyna y el Rey [...], escrita y documentada por D. ~, Sevilla y Cádiz, Madrid, Imprenta Cipriano López, 1856
- “La Moral en las Artes”, en Exposición pública de Bellas Artes celebrada en el año de 1856, y solemne distribución de premios [...], Madrid, Imprenta Nacional, 1857, págs. 48-56
- El Real museo de Madrid y las joyas de la pintura en España. Colección selecta de cuadros [...] copiados de los originales por los primeros dibujantes litógrafos de España, Madrid, Imprenta y Litografía J. J. Martínez, 1857-1859
- Discursos leídos ante la Real Academia de Nobles Artes de San Fernando, en la recepción pública de José Amador de los Ríos. Contestación de [...] [Tema: El estilo mudéjar en la arquitectura], Madrid, Imprenta José Rodríguez, 1859
- Discurso leído ante la Real Academia de la Historia en su recepción pública, el 13 de enero de 1861 [Tema: Elementos constitutivos de la civilización española], Madrid, C. López, 1861
- Catálogo descriptivo e histórico de una sinopsis de las varias a que pertenecen sus cuadros, y los autores de éstos [...] Parte primera. Escuelas Italianas y Españolas, Madrid. Imprenta M. Rivadeneyra, 1872. No llegó a concluirlo
- Catálogo de los cuadros del Museo del Prado de Madrid [...] Compendio del catálogo oficial descriptivo e histórico redactado por el mismo autor, Madrid, Imprenta Biblioteca de Instrucción y Recreo, 1873
- Joyas del Arte en España: cuadros antiguos del Museo de Madrid, litografiados por acreditados profesores con ilustraciones críticas, históricas y biográficas, Madrid, Imprenta Fortanet, 1878
- La escultura cristiana española. Discurso leído ante la Academia de Bellas Artes de San Fernando, Madrid, Pérez Dubrull, 1881
- España. Sus monumentos y artes. Su naturaleza e historia. Córdoba, Barcelona, Daniel Cortezo, 1884
- España. Sus monumentos y artes [...] Sevilla y Cádiz, Barcelona, Daniel Cortezo, 1884
- “Resumen de los acuerdos y tareas de la Real Academia de la Historia desde el 30 de abril de 1882 hasta igual día de 1884, leído por su secretario perpetuo [...]”, en Memorias de la Real Academia de la Historia, vol. X, Madrid, M. Tello, 1884
- Viaje artístico de tres siglos por las colecciones de cuadros de los reyes de España, desde Isabel la Católica hasta la formación del Real Museo del Prado de Madrid, Barcelona, Daniel Cortezo, 1884
- Cuadros selectos de la Real Academia de Bellas Artes, publicados por la misma, con ilustraciones de varios académicos, Madrid, Imprenta M. Tello, 1885
- La Maja echada, por D. Francisco de Goya, Madrid, Academia de Bellas Artes de San Fernando, 1885
- España. Sus monumentos y artes. Su naturaleza e historia. Navarra y Logroño, Barcelona, Daniel Cortezo, 1886
- Frescos de Goya en la Iglesia de San Antonio de la Florida, grabados al aguafuerte por D. José María Galván y Candela, texto por D. Juan de Dios de la Rada y Delgado, precedido del informe escrito por [...], Madrid, Imprenta M. Tello, 1888
- Discursos leídos ante la Real Academia de la Historia, 1897
- “La velada del recluta”, “Último pensamiento de Weber”, “El delirio de Abelardo”, “El Ángel de la Guarda” [Poesías], en E. Alcalá Galiano, conde de Casa Valencia, Necrología del Excmo. Sr. D. ~, leída en la Real Academia Española [...] en la sesión de 7 de diciembre de 1898, Madrid, Fortanet, 1898
- M. Junghandel, La arquitectura de España estudiada en sus principales monumentos, texto sumario por ~, Barcelona, López Robert, s. f.
- «Orfebrería de la época visigoda. Coronas y cruces del Tesoro de Guarrazar» (1879), de la serie Monumentos Arquitectónicos de España.
- «Tapicería llamada del Apocalipsis» (1880), en Museo Español de Antigüedades.
- «Joyas sueltas del Arte Antiguo y Moderno», 1874, serie de artículos de La Ilustración Española y Americana
- «De la pintura mural de los templos», 1883, serie de artículos de la La Ilustración Española y Americana
- «Vidas de pintores célebres», 1880, serie de artículos en el Almanaque de la Ilustración Española y Americana